# Ayutla de los Libres
Ayutla de los Libres (del náhuatl: ayotl, tlan ‘tortuga, abundante’‘ lugar donde abundan los mongoles’) es una ciudad mexicana del estado de Guerrero. Es cabecera del municipio homónimo y se localiza en la región Costa Chica de la entidad. Fue en esta ciudad donde se proclamó el "Plan de Ayutla".

## Localización
Ayutla de los Libres se localiza en la porción sursureste de la entidad, a una altitud de 378 metros sobre el nivel del mar y en la coordenadas geográficas 16°57′57″N 99°05′38″O / 16.96583, -99.09389. Se encuentra comunicada a través de la carretera libre Tierra Colorada - Cruz Grande, vía de 113 km que conecta a la región Centro con la región Costa Chica, situándose Ayutla en la mitad de dicho trayecto. También se encuentra conectada con algunas localidades de la región de La Montaña a través de caminos revestidos y pavimentados.

### Distancias
Las distancias entre Ayutla de los Libres y algunas localidades principales son las siguientes:
- Tecoanapa — 21 km
- Cruz Grande (entronque a Carretera Federal 200) — 33 km
- Tierra Colorada (entronque a Carretera Federal 95) — 81 km

## Reseña histórica
El 1 de marzo de 1854, fue escenario de la proclamación del Plan de Ayutla por Florencio Villarreal con apoyo de los liberales Juan Álvarez e Ignacio Comonfort, hecho que dio pie al inicio de la Revolución de Ayutla y que habría de concluir con la destitución de Antonio López de Santa Anna en su undécimo período al frente de la Presidencia de México. A raíz de estos hechos, el 29 de noviembre de 1880 el nombre de la ciudad fue modificado con el agregado de los Libres.
El 13 de diciembre de 1855, se le concedió a Ayutla el título de ciudad por decreto presidencial, ya en el mandato de Ignacio Comonfort.
El 17 de septiembre del 2021, se inauguró, en este lugar, la Casa de los Saberes (Gúwa Kúma) Centro Comunitario de la Mujer Mépháá y Tu'un Savi, como medida de resarcimiento comunitario por el agravio (violación) cometido por efectivos del Ejército Mexicano en marzo del 2002 contra Inés Fernández Ortega, activista que denunció los efectos de la militarización en las comunidades, y por el asesinato de su hermano, Lorenzo Fernández Ortega.

## Demografía

### Población
Conforme a los datos del Censo de Población y Vivienda 2020, realizado por el Instituto Nacional de Estadística y Geografía (INEGI), la localidad de Ayutla de los Libres contaba hasta ese año con un total de 18,224